# دوري الدرجة الأولى الأرجنتيني 1919
دوري الدرجة الأولى الأرجنتيني 1919 (بالإسبانية: Campeonato de Primera División 1919)‏ هو الموسم 28 من دوري الدرجة الأولى الأرجنتيني. أشرف على تنظيمه اتحاد الأرجنتين لكرة القدم، وكان عدد الأندية المشاركة فيه 6، وفاز فيه بوكا جونيورز.